# Doreid Laham
 (novembre 2020).
Doreid Laham (en arabe : دريد لحام) est un acteur et réalisateur syrien né le 31 janvier 1934 à Damas en Syrie. 
Il devient célèbre pour avoir joué le personnage de Ghawwar dans un certain nombre de films et de séries arabes. Son partenaire tout au long de sa carrière est Nihad Qali qui a tenu le rôle de Husni.

## Biographie
Doreid Laham est né dans le quartier chiite Hay-Al-Amin à Damas le 31 janvier 1934 d'un père syrien et d'une mère libanaise originaire de Machghara. Il a grandi dans la pauvreté et a dû travailler dans plusieurs petits boulots pour gagner sa vie. Il se souviendra plus tard de ces jours difficiles, disant qu'il avait l'habitude d'acheter des vêtements usagés, réservés aux pauvres en Syrie, et qu'il gagnait à peine assez d'argent pour se nourrir. Il s'est inscrit à l'Université de Damas et a étudié la chimie. Pendant ses années de collège, il était actif dans une forme de danse folklorique du Moyen-Orient levantine appelée dabke et est devenu obsédé par le théâtre. Lorsqu'il a terminé ses études, il est devenu instructeur au département de chimie de l'Université. Entre-temps, Doreid Laham a donné des cours de danse et a amélioré sa relation avec la communauté artistique en Syrie. Lorsque la télévision syrienne a été lancée en 1960, Doreid Laham a été embauché avec son ami Nihad Qali pour jouer une série de courts épisodes appelés Sahret Demashq (سهرة دمشق en arabe )
Au cours des années 1970, il a joué dans plusieurs pièces politiques qui ont acquis une grande popularité dans tout le monde arabe pour sa critique des situations qui se déroulaient dans le monde arabe à cette époque . 

### Carrière
De 1960 à 1976, Laham et Qali ont formé un couple appelé Duraid et Nihad qui a été très populaire et célèbre parmi le public arabe. Cependant, en 1976, Nihad a dû prendre sa retraite car il souffrait d'une maladie. À partir de là, Laham a commencé à écrire, à jouer et à diriger son travail.
Le travail de Laham a été grandement influencé par les événements politiques dans le monde arabe et cela s'est reflété sur les différentes pièces qu'il a écrites et dirigées. Cela a rendu le théâtre de Laham non seulement comique mais aussi de nature politique.

## Ambassadeur itinérant de l'UNICEF
Doreid Laham a été nommé Ambassadeur itinérant de l'UNICEF dans la région du Moyen-Orient et de l'Afrique du Nord en 1999. En 2004, il a visité des districts du Sud-Liban qui avaient été libérés de l'occupation israélienne et a prononcé un discours lors d'une conférence de presse critiquant George W. Bush et Ariel Sharon, en les comparant à Hitler. Cela a amené Tel Aviv à protester contre le « langage peu diplomatique » de Laham à l'UNICEF, ce qui a conduit l'UNICEF à le relever de ses fonctions.

## Récompenses
Doreid Laham a reçu plusieurs médailles en reconnaissance de ses contributions :
- En 1976, Hafez el-Assad, président syrien de l'époque, lui a décerné l'Ordre du mérite civil, classe Excellence
- En 1979, Habib Bourguiba, président tunisien de l'époque, lui a décerné une médaille en reconnaissance de son travail
- En 1991, le président libyen Mouammar Kadhafi lui a décerné une médaille en reconnaissance de son travail
- En 2000, il a reçu l'Ordre du mérite de la République libanaise, décerné par le président libannais Émile Lahoud[4].

## Filmographie

### Réalisateur
- 1984 : Les Frontières (ar) (Al Hodoud)
- 1986 : Le Rapport
- 1990 : Kafroun
- 2005 : Les Jeunes Parents

### Acteur
- 1964 : Le Collier de perles
- 1965 : La Millionnaire
- 1965 : Les Vagabonds
- 1966 : Hôtel des rêves
- 1966 : Amour à Istanbul
- 1966 : Sables d'or
- 1966 : Rencontre à Palmyre
- 1966 : C'est moi Antar !
- 1967 : Cher Voyou
- 1968 : Les Trois Filous
- 1968 : Le Charmant Voleur
- 1968-1972 : Le Footballeur
- 1969 : Tailleur pour dames
- 1970 : L'Homme convenable
- 1970 : Les Deux Amis
- 1971 : Un plus un
- 1971 : Le Renard
- 1971 : La Femme qui vivait seule
- 1972 : Des aventures comiques au Mexique
- 1973 : Misk et Ambar
- 1973 : Ma femme est une hippie
- 1974 : Les Tricheurs
- 1974 : James Bond le jaloux
- 1974 : La Tente du karagöz
- 1975 : Bonjour
- 1977 : Une arête dans une dinde
- 1978 : Lorsque les épouses sont absentes
- 1982 : L'Empire de Ghawar
- 1984 : Les Frontières (ar) (Al Hodoud)
- 1986 : Le Rapport
- 1990 : Kafroun
- 2005 : Les Jeunes Parents